# Фазано
Фазано (італ. Fasano, сиц. Fasanu) — муніципалітет в Італії, у регіоні Апулія,  провінція Бриндізі.
Фазано розташоване на відстані близько 430 км на схід від Рима, 55 км на південний схід від Барі, 55 км на північний захід від Бриндізі.
Населення — 39 913 осіб (2014).

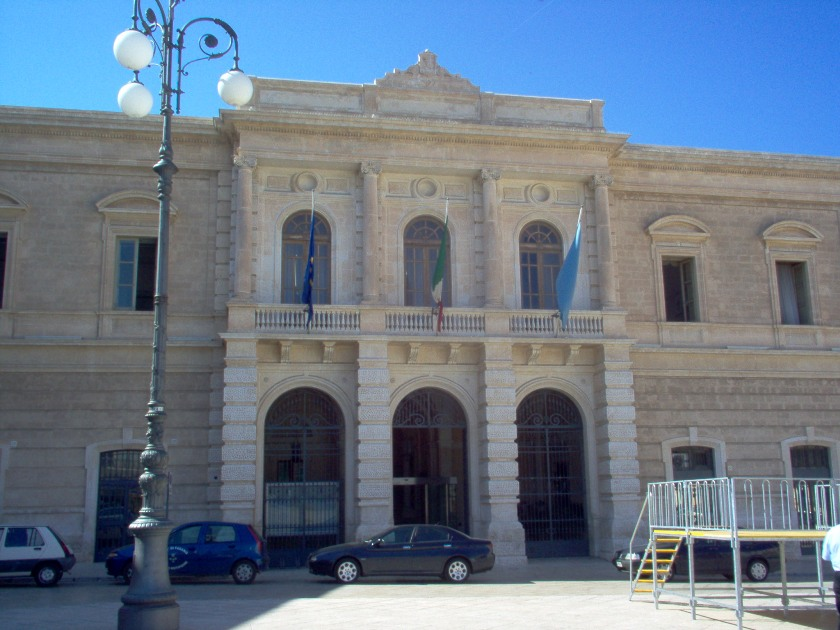

Щорічно в неділю третього тижня червня відбувається традиційний фестиваль міста. Покровитель — святий Іван Хреститель.

## Демографія
Населення за роками:

Станом на 1 січня 2023 року в муніципалітеті офіційно проживали 1824 іноземці з 70 країн, серед них 220 громадян країн Євросоюзу та 13 громадян України.

## Відомі уроженці
- Еміль Гуаріні - винахідник першого працездатного радіорелейного ретранслятора[5].

## Сусідні муніципалітети
- Альберобелло
- Чистерніно
- Локоротондо
- Монополі
- Остуні